# Томислав Габрић
Томислав Габрић (Шибеник, 17. август 1995) хрватски је кошаркаш. Игра на позицији крила, а тренутно наступа за Сплит.

## Успеси

### Клупски
- Цибона:
  - Јадранска лига (1): 2013/14.

### Репрезентативни
- Европско првенство до 16 година:  2010.
- Светско првенство до 17 година:  2012.
- Европско првенство до 18 година:  2012;  2013.